# Italian Hockey League 2024-2025
La Italian Hockey League 2024-2025 è l'85ª edizione del secondo livello del campionato italiano di hockey su ghiaccio. 

## Squadre
Il numero di squadre della seconda serie è salito a 13: confermate le 11 partecipanti della stagione precedente, si sono aggiunte il Fassa, che ha rinunciato a disputare la Alps Hockey League, e l'Aosta, promosso quale vincitore dalla IHL - Division I 2023-2024.
| Italian Hockey League 2023-2024 | Italian Hockey League 2023-2024 | Italian Hockey League 2023-2024 | Italian Hockey League 2023-2024 | Italian Hockey League 2023-2024 | Bressanone Appiano Caldaro Alleghe Pergine Varese Valdifiemme Como Valpellice Dobbiaco Feltreghiaccio Fassa Aosta |
| Squadra                         | Regione                         | Città                           | Stadio                          | Capienza                        | Bressanone Appiano Caldaro Alleghe Pergine Varese Valdifiemme Como Valpellice Dobbiaco Feltreghiaccio Fassa Aosta |
| ------------------------------- | ------------------------------- | ------------------------------- | ------------------------------- | ------------------------------- | --- |
| Alleghe                         | Veneto                          | Alleghe (BL)                    | Palaghiaccio De Toni            | 2500                            | Bressanone Appiano Caldaro Alleghe Pergine Varese Valdifiemme Como Valpellice Dobbiaco Feltreghiaccio Fassa Aosta |
| Aosta                           | Valle d'Aosta                   | Aosta (AO)                      | Palaghiaccio di Aosta           | 1139                            | Bressanone Appiano Caldaro Alleghe Pergine Varese Valdifiemme Como Valpellice Dobbiaco Feltreghiaccio Fassa Aosta |
| Eppan-Appiano                   | Trentino-Alto Adige             | Appiano (BZ)                    | Stadio del ghiaccio di Appiano  | 1375                            | Bressanone Appiano Caldaro Alleghe Pergine Varese Valdifiemme Como Valpellice Dobbiaco Feltreghiaccio Fassa Aosta |
| Bressanone-Brixen               | Trentino-Alto Adige             | Bressanone (BZ)                 | Stadio del ghiaccio             | ?                               | Bressanone Appiano Caldaro Alleghe Pergine Varese Valdifiemme Como Valpellice Dobbiaco Feltreghiaccio Fassa Aosta |
| Kaltern-Caldaro                 | Trentino-Alto Adige             | Caldaro (BZ)                    | Raffeisen Arena                 | 1500                            | Bressanone Appiano Caldaro Alleghe Pergine Varese Valdifiemme Como Valpellice Dobbiaco Feltreghiaccio Fassa Aosta |
| Como                            | Lombardia                       | Como (CO)                       | PalaCasate                      | 2500                            | Bressanone Appiano Caldaro Alleghe Pergine Varese Valdifiemme Como Valpellice Dobbiaco Feltreghiaccio Fassa Aosta |
| Dobbiaco                        | Trentino-Alto Adige             | Dobbiaco (BZ)                   | Stadio del ghiaccio             | ?                               | Bressanone Appiano Caldaro Alleghe Pergine Varese Valdifiemme Como Valpellice Dobbiaco Feltreghiaccio Fassa Aosta |
| Fassa Falcons                   | Trentino-Alto Adige             | Alba di Canazei (TN)            | Gianmario Scola                 | 3500                            | Bressanone Appiano Caldaro Alleghe Pergine Varese Valdifiemme Como Valpellice Dobbiaco Feltreghiaccio Fassa Aosta |
| Feltreghiaccio                  | Veneto                          | Feltre (BL)                     | Stadio del ghiaccio di Feltre   | 2750                            | Bressanone Appiano Caldaro Alleghe Pergine Varese Valdifiemme Como Valpellice Dobbiaco Feltreghiaccio Fassa Aosta |
| Pergine                         | Trentino-Alto Adige             | Pergine Valsugana (TN)          | Stadio del ghiaccio di Pergine  | 1400                            | Bressanone Appiano Caldaro Alleghe Pergine Varese Valdifiemme Como Valpellice Dobbiaco Feltreghiaccio Fassa Aosta |
| Valdifiemme                     | Trentino-Alto Adige             | Cavalese (TN)                   | Stadio del ghiaccio di Cavalese | 1730                            | Bressanone Appiano Caldaro Alleghe Pergine Varese Valdifiemme Como Valpellice Dobbiaco Feltreghiaccio Fassa Aosta |
| Valpellice Bulldogs             | Piemonte                        | Torre Pellice (TO)              | Pala Cotta Morandini            | 2370                            | Bressanone Appiano Caldaro Alleghe Pergine Varese Valdifiemme Como Valpellice Dobbiaco Feltreghiaccio Fassa Aosta |
| Varese                          | Lombardia                       | Varese (VA)                     | Acinque Ice Arena               | 1100                            | Bressanone Appiano Caldaro Alleghe Pergine Varese Valdifiemme Como Valpellice Dobbiaco Feltreghiaccio Fassa Aosta |

## Formula
Le squadre si incontrano in un girone di andata e ritorno (regular season). Al termine di questa prima fase, le undici compagini verranno divise in due gruppi (portando in dote un terzo dei punti guadagnati della prima fase, arrotondati per difetto): master round (per le prime 5 classificate) e qualification round (per le restanti 6). Le squadre del master round e le prime tre classificate del qualification round hanno accesso ai play-off, che vedranno quarti e semifinali al meglio dei cinque incontri e finale al meglio dei sette incontri.

## Calendario

### Tabellone
Ogni riga indica i risultati casalinghi della squadra segnata a inizio della riga, contro le squadre segnate colonna per colonna (che invece avranno giocato l'incontro in trasferta). Al contrario, leggendo la colonna di una squadra si avranno i risultati ottenuti dalla stessa in trasferta, contro le squadre segnate in ogni riga, che invece avranno giocato l'incontro in casa.
|                | ALL  | AOS  | APP    | BRE  | CAL  | COM  | DOB  | FAS    | FEL  | PER    | VFI  | VPE  | VAR    |
| -------------- | ---- | ---- | ------ | ---- | ---- | ---- | ---- | ------ | ---- | ------ | ---- | ---- | ------ |
| Alleghe        | ---- |      |        |      |      |      |      |        |      |        |      |      |        |
| Aosta          |      | –––– | 5-3    |      |      |      |      |        |      |        |      | 5-1  |        |
| Appiano        |      |      | ––––   |      |      |      |      |        |      |        |      |      |        |
| Bressanone     |      |      |        | –––– |      |      |      |        |      | 3-4 SO |      |      |        |
| Caldaro        | 4-0  |      |        |      | –––– |      |      |        |      |        |      |      |        |
| Como           |      |      |        |      |      | –––– |      |        |      |        |      |      | 1-9    |
| Dobbiaco       |      |      |        |      | 0-6  |      | –––– |        |      |        |      |      |        |
| Fassa Falcons  |      |      |        |      |      |      |      | ––––   | 7-3  |        |      |      |        |
| Feltreghiaccio |      | 2-7  |        |      |      |      |      |        | –––– |        | 5-0  |      |        |
| Pergine        |      |      |        |      |      | 14-2 |      |        |      | ––––   |      |      |        |
| Valdifiemme    |      |      |        |      |      |      |      |        |      |        | –––– |      |        |
| Valpellice     |      |      | 4-5 OT |      |      |      |      | 5-4 OT |      |        |      | –––– |        |
| Varese         |      |      |        |      |      |      | 3-4  |        |      |        |      |      | ––––\| |

## Playoff

### Tabellone
|  | Quarti di finale | Quarti di finale    | Quarti di finale | Quarti di finale | Quarti di finale | Quarti di finale | Quarti di finale |                 |        | Semifinali | Semifinali | Semifinali | Semifinali | Semifinali | Semifinali | Semifinali |  |  | Finale | Finale          | Finale | Finale | Finale | Finale | Finale | Finale | Finale |
|  |                  |                     |                  |                  |                  |                  |                  |                 |        |            |            |            |            |            |            |            |  |  |        |                 |        |        |        |        |        |        |        |
|  | 1M               | Kaltern-Caldaro     | 3                | 10               | 9                |                  |                  |                 |        |            |            |            |            |            |            |            |  |  |        |                 |        |        |        |        |        |        |        |
|  | 3Q               | Valpellice Bulldogs | 0                | 3                | 1                |                  |                  |                 |        |            |            |            |            |            |            |            |  |  |        |                 |        |        |        |        |        |        |        |
|  | 3Q               | Valpellice Bulldogs | 0                | 3                | 1                |                  | 1M               | Kaltern-Caldaro | 3      | 3          | 2          | 1          | 4          |            |            |            |  |  |        |                 |        |        |        |        |        |        |        |
|  |                  |                     |                  |                  |                  |                  |                  | Kaltern-Caldaro | 3      | 3          | 2          | 1          | 4          |            |            |            |  |  |        |                 |        |        |        |        |        |        |        |
|  |                  | 4M                  | Varese           | 0                | 2                | 3†               | 2†               | 2               |        |            |            |            |            |            |            |            |  |  |        |                 |        |        |        |        |        |        |        |
|  | 4M               | 4M                  | Varese           | 0                | 2                | 3†               | 2†               | 2               | Varese | 4          | 4          | 4          |            |            |            |            |  |  |        |                 |        |        |        |        |        |        |        |
|  | 4M               |                     |                  |                  |                  |                  |                  |                 | Varese | 4          | 4          | 4          |            |            |            |            |  |  |        |                 |        |        |        |        |        |        |        |
|  | 5M               | Alleghe             | 1                | 1                | 1                |                  |                  |                 |        |            |            |            |            |            |            |            |  |  |        |                 |        |        |        |        |        |        |        |
|  |                  |                     |                  |                  |                  |                  |                  |                 |        |            |            |            |            |            |            |            |  |  | 1M     | Kaltern-Caldaro | 1      | 0      | 3      | 2‡     | 3      | 7      |        |
|  |                  |                     | 2M               | Aosta            | 2†               | 2                | 2                | 1               | 2      | 4          |            |            |            |            |            |            |  |  |        |                 |        |        |        |        |        |        |        |
|  | 2M               | Aosta               | 9                | 3                | 2                | 5                |                  |                 |        |            |            |            |            |            |            |            |  |  |        |                 |        |        |        |        |        |        |        |
|  | 2Q               | Valdifiemme         | 1                | 4†               | 0                | 2                |                  |                 |        |            |            |            |            |            |            |            |  |  |        |                 |        |        |        |        |        |        |        |
|  | 2Q               | Valdifiemme         | 1                | 4†               | 0                | 2                |                  | 2M              | Aosta  | 5          | 4          | 6          |            |            |            |            |  |  |        |                 |        |        |        |        |        |        |        |
|  |                  |                     |                  |                  |                  |                  |                  | 2M              | Aosta  | 5          | 4          | 6          |            |            |            |            |  |  |        |                 |        |        |        |        |        |        |        |
|  |                  | 3M                  | Feltreghiaccio   | 2                | 2                | 4                |                  |                 |        |            |            |            |            |            |            |            |  |  |        |                 |        |        |        |        |        |        |        |
|  | 3M               | 3M                  | Feltreghiaccio   | 2                | 2                | 4                | Feltreghiaccio   | 3               | 2      | 7          | 4†         |            |            |            |            |            |  |  |        |                 |        |        |        |        |        |        |        |
|  | 3M               |                     |                  |                  |                  |                  | Feltreghiaccio   | 3               | 2      | 7          | 4†         |            |            |            |            |            |  |  |        |                 |        |        |        |        |        |        |        |
|  | 1Q               | Eppan-Appiano       | 5                | 1                | 2                | 3                |                  |                 |        |            |            |            |            |            |            |            |  |  |        |                 |        |        |        |        |        |        |        |

Legenda: †=partita terminata ai tempi supplementari; ‡=partita terminata ai tiri di rigore